# Franciszka Wilczkowiakowa
Franciszka Wilczkowiakowa z domu Dembska (ur. 4 października 1880 w Bielewie, zm. 8 marca 1963 w Poznaniu) – polska działaczka społeczna i polityczna, jedna z ośmiu pierwszych kobiet zasiadających w polskim parlamencie, poseł na Sejm Ustawodawczy (1919-1922) z ramienia Narodowej Partii Robotniczej.

## Życiorys
Urodziła się jako Franciszka Dembska 4 października 1880 w Bielewie koło Kościana, jej ojciec robotnik rolny był niepiśmienny. W latach przed I wojną światową była działaczką polonijną w Wanne, przedmieściu Tybingi. Prowadziła tam m.in. księgarnię z polskimi książkami, działała również na rzecz edukacji polskiej diaspory mieszkającej w zachodnich Niemczech.
W czasie wojny wraz z wieloma innymi działaczami z zachodnich Niemiec włączyła się w działalność Naczelnej Rady Ludowej. W jej ramach w grudniu 1918 roku została deputowaną do obradującego w Poznaniu Sejmu Dzielnicowego. Następnie w czerwcu 1919 wystartowała w wyborach uzupełniających dla b. prowincji poznańskiej z ramienia Narodowej Partii Robotniczej startującej ze wspólnej endeckiej listy pod nazwą Zjednoczenie Stronnictw Narodowych. Wilczkowiakowa uzyskała w wyborach mandat poselski i weszła w skład Komisji Opieki Społecznej. Była jedną z ośmiu kobiet w parlamencie i jedną z trzech wybraną w wyborach uzupełniających.

W drugiej połowie 1920 roku m.in. wraz z Hermanem Liebermanem, Stanisławem Płochą, Janem Woźnickim i Wawrzyńcem Tomaszewskim weszła również w skład Komisji Konstytucyjnej na jedno z miejsc opuszczonych przez ministrów w rządzie Wincentego Witosa. Jej wujem był poseł Franciszek Mańkowski.

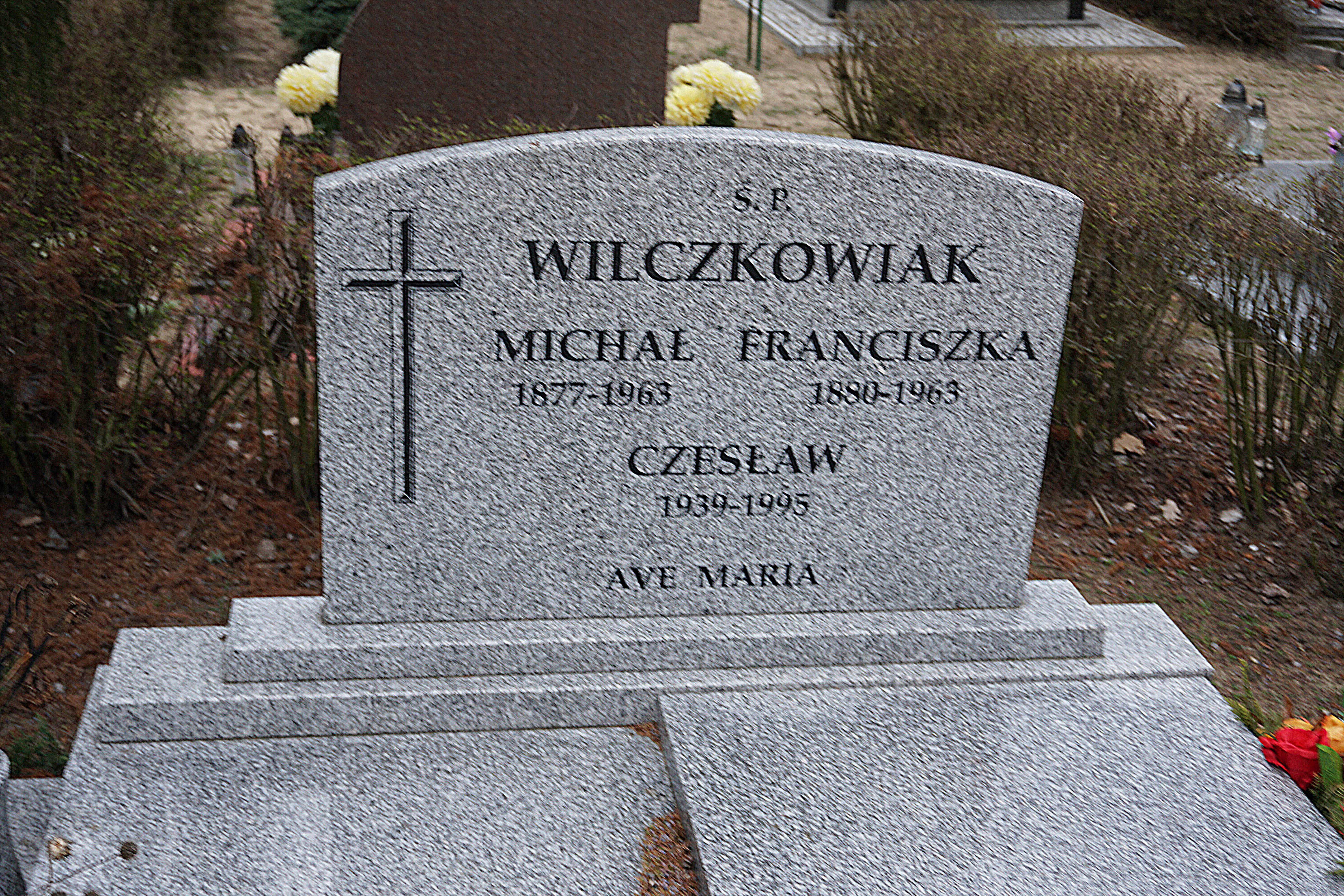
Grób Franciszki Wilczkowiakowej na cmentarzu Miłostowo w Poznaniu

Od 1902 r. jej mężem był Michał Wilczkowiak, z którym miała syna Antoniego – pozostałe rodzeństwo zmarło w niemowlęctwie. W latach 1920. wraz z mężem, pracownikiem browaru, zbudowała dom w Poznaniu. Po zakończeniu kadencji poselskiej Wiczkowiakowa umieściła w nim redakcję „Głosu Kobiety”, miesięcznika który redagowała.
Podczas swojej kariery poselskiej upominała się m.in. o los najuboższych warstw społeczeństwa Pomorza w pierwszych miesiącach po przejęciu tych terenów przez Polskę. Zwracała uwagę m.in. na nieodpowiedzialność i nadużycia nowej polskiej administracji. W archiwach sejmowych zachował się m.in. stenogram jej, nagrodzonego brawami, przemówienia w tej sprawie na 161. posiedzeniu Sejmu.
Przed kolejnymi wyborami uzupełniającymi, tym razem na Pomorzu w 1920, aktywnie agitowała na rzecz swojej partii, m.in. w Toruniu, gdzie jedno z jej przemówień spowodowało wszczęcie przeciwko niej przez lokalną prokuraturę śledztwa z powodu rzekomego pomówienia znanego w lokalnym środowisku księdza. Śledztwo zostało jednak umorzone przez Sejm z powodu przysługującego jej immunitetu poselskiego. W kolejnych wyborach w roku 1922 bez powodzenia ubiegała się o reelekcję.
Zmarła 8 marca 1963 w Poznaniu. Została pochowana 11 marca 1963 na cmentarzu Miłostowo w Poznaniu (pole 8, kwatera 26, rząd 5, miejsce 4).

## Upamiętnienie
Na elewacji zewnętrznej Biblioteki Publicznej w Gostyniu od 2018 roku znajdował  się mural upamiętniający Franciszkę Wilczkowiakową. W 2021 roku zastąpił go nowy autorstwa Marka Woźniaka.